# Emmer
Emmer (Triticum dicoccum) er en hvedeart. Den er sammen med Enkorn én af de ældste, dyrkede kornsorter. Denne hvedeart med lang stak og med småaks, der for det meste har to blomster hver, dyrkes ikke ret meget i Europa (og når det sker, er det oftest såkaldt "sort emmer"). Vild emmer (Triticum dicoccoides) er den oprindelige vildform. Emmerkorn er rigt på protein og mineraler.

## Beskrivelse af vildform
Vild emmer er en urteagtig græsart med en stiv, opret eller opstigende vækst. Stænglerne er hule og glatte med "knæ" ud for bladvækstpunkterne. Bladene er flade og linjeformede med hel rand. Begge bladsider er blågrønne. Blomstringen sker i det sene forår (afhængigt af voksestedets klima), og blomsterne er samlet i endestillede aks, der består af småaks med 2-3 blomster i hver. Frøanlæggene bærer lang stak. Frugterne er nødder, som sidder fastvokset i avnerne sammen med en stump af småaksets stilk.
Rodnettet er kraftigt udviklet og dybtgående.
Højde x bredde og årlig tilvækst: 0,70 x 0,25 m (70 x 25 cm/år).

## Systematik for vildform
Vild emmer (Triticum dicoccoides) er udgangspunktet for den tetraploide ”emmerrække” (der har 2n kromosomer = 4 x 7 = 28 kromosomer), som også rummer durumhvede (Triticum durum) og engelsk hvede (Triticum polonicum). Af samme grund kan vild emmer danne frugtbare krydsninger med de dyrkede, tetraploide hvedetyper. Da både vild og dyrket emmer danner frugtbart afkom med andre tetraploide hvedetyper, anser nogle systematikere alle tetraploide hvedeformer for at tilhøre sammen art, der så kaldes Triticum turgidum. I det system tildeles vild og dyrket emmer pladser som underarter, henholdsvis: Triticum turgidum subsp. dicoccoides og Triticum turgidum subsp. dicoccon. Disse tetraploide typer menes at være opstået ved krydsning mellem to diploide, vilde græsarter, nemlig Triticum urartu (der er tæt beslægtet med vild enkorn, Triticum boeoticum), og en endnu ikke fastslået art af gedeøje (Aegilops), som står nær på Aegilops searsii eller Aegilops speltoides.

## Hjemsted for vildform
Vild emmer findes endnu i den frugtbare halvmåne (det sydøstlige Tyrkiet, Syrien, Libanon, Jordan, Palæstina, Israel og det nordøstlige Irak samt det nordvestlige Iran. Nogle steder vokser den sammen med den vilde, tetraploide hvede, Triticum araraticum, som den let kan forveksles med. Ifølge genetiske undersøgelser er den dyrkede Emmer tættest beslægtet med vildarten i det sydøstlige Tyrkiet.

## Dyrkningsformen
Dyrket emmer har et AABB-genom og en stabil stængel i akset, som forhindrer, at græsarten selv kan sprede sine frø. Hos den vilde form går småaksenes stilke i stykker, når frøene er modne, og det betyder, at planten selv kan sprede sine frø.
Dyrket emmer er fundet i Tell Aswad, i Abu Hureyra (lag 2) og i Cayönü. Derimod er det uklart, om emmer fra Nevali Cori allerede er en dyrket form. Dyrket emmer findes regelmæssigt på udgravede bopladser, som er yngre end det såkaldte prækeramisk neolitikum B (PPNB).

## Anvendelse
På grund af dets ringe glutenindhold er emmer ikke egnet til fremstilling af brød. Emmer giver derimod fuldkornsprodukter en kraftig smag, og kornsorten bliver også brugt i fremstilling af øl, som bliver mørkt, plumret og meget krydret.
Den italienske specialitet zuppa al farro er en kraftig emmersuppe, der er typisk for de landlige egne af Toscana, hvor den anses for at være en klassisk ”fattigmandsret”.
| Portal | Portal:Botanik |

## Eksterne links
- Mark Nesbitt: Wheat evolution: integrating archaeological and biological evidence Arkiveret 5. marts 2006 hos  Wayback Machine
- G.F. Stallknecht, K.M. Gilbertson og J.E. Ranney: Alternative Wheat Cereals as Food Grains: Einkorn, Emmer, Spelt, Kamut, and Triticale Arkiveret 17. januar 2009 hos  Wayback Machine
- (Webside ikke længere tilgængelig)
- BBC News: First farmers discovered Arkiveret 5. februar 2007 hos  Wayback Machine, nemlig i Abu Hureyra
- S. Padulosi, K. Hammer og J. Heller: Hulled Wheats i Proceedings of the First International Workshop on Hulled Wheats, 1996 ISBN 92-9043-288-8